# ジャン・ベロー
ジャン・ベロー（Jean Béraud、1849年1月12日 - 1935年10月4日）はフランスの画家、イラストレーター である。ベル・エポック時代のパリの人々の日常生活の場面を描いた。

## 略歴
ロシアのサンクトペテルブルクで働いていた彫刻家の息子に生まれた。4歳になった1853年に父親が亡くなり、家族はパリに戻った。パリの高校を卒業し、法律家になるために法律を学び始めるが、普仏戦争の後、画家になることにして、エコール・デ・ボザールでレオン・ボナに2年間、学んだ。その後モンマルトルにスタジオを開いた。
1873年から1889年まで毎回、サロン・ド・パリに出展をして1876年の作品で評価された。1885年からフランス・パステル画家協会(Société des Pastellistes)の会員になり、1890年からのジャン＝ルイ＝エルネスト・メッソニエ、オーギュスト・ロダンらの国民美術協会(Société Nationale des Beaux-Arts)の再建に参加しその展覧会に1929年まで出展した。
1887年にレジオンドヌール勲章（シュバリエ）を受勲し、1894年に、レジオンドヌール勲章（オフィシエ）を受勲した。

## 作品

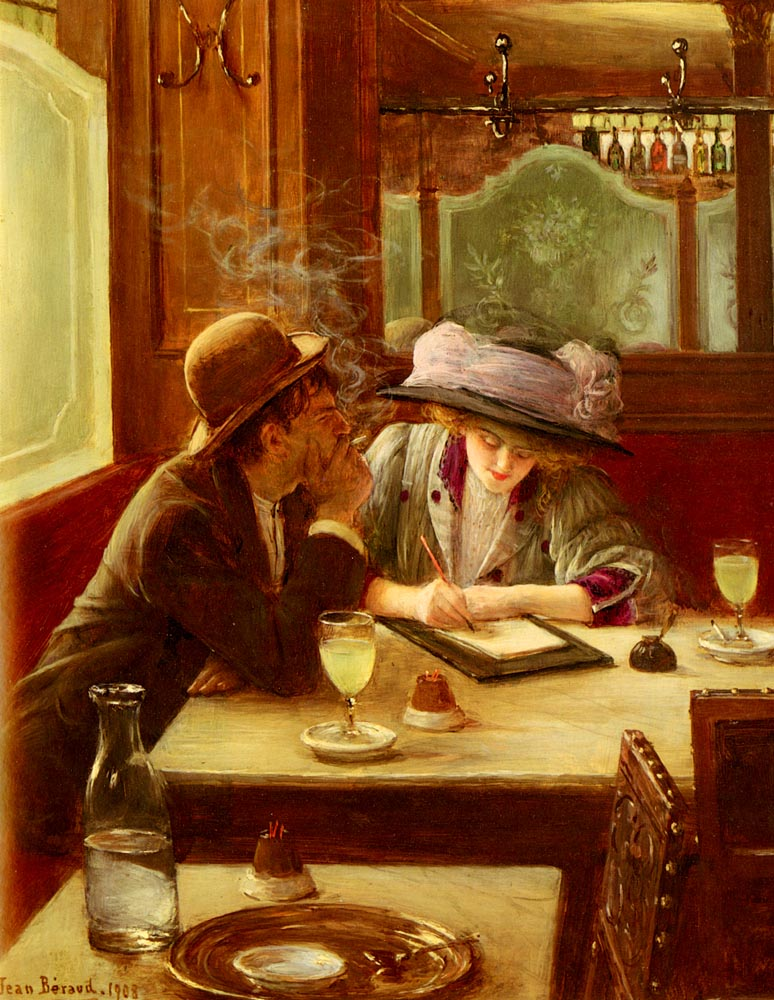
「手紙」(1908)
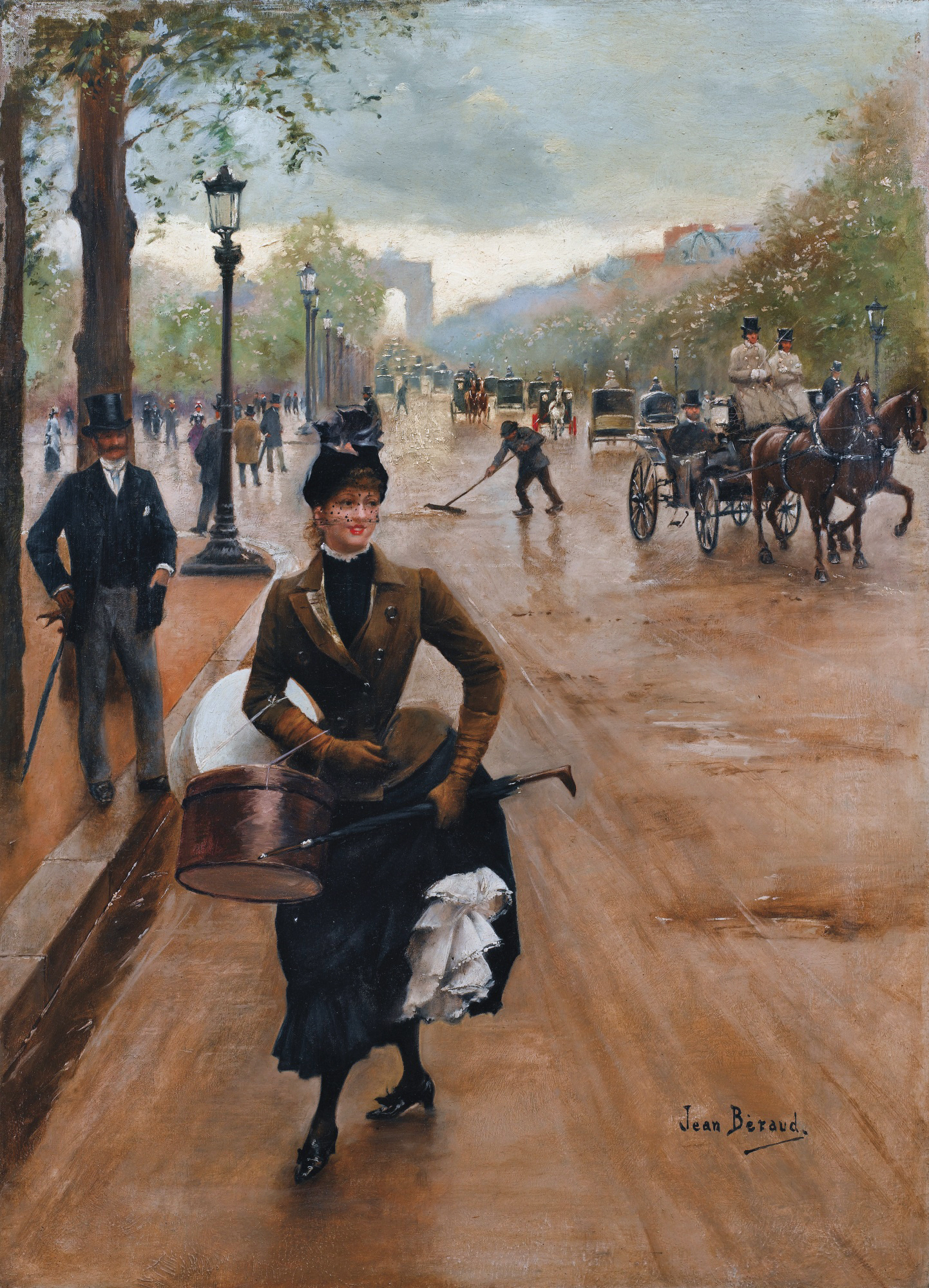
シャンゼリゼの帽子屋
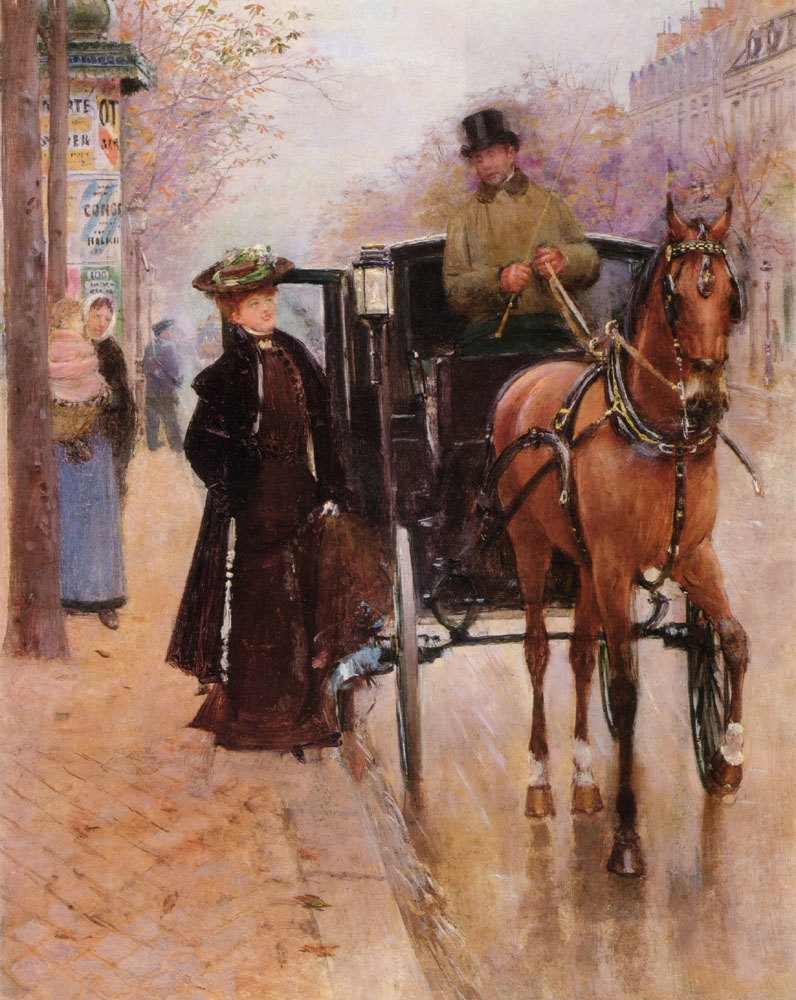
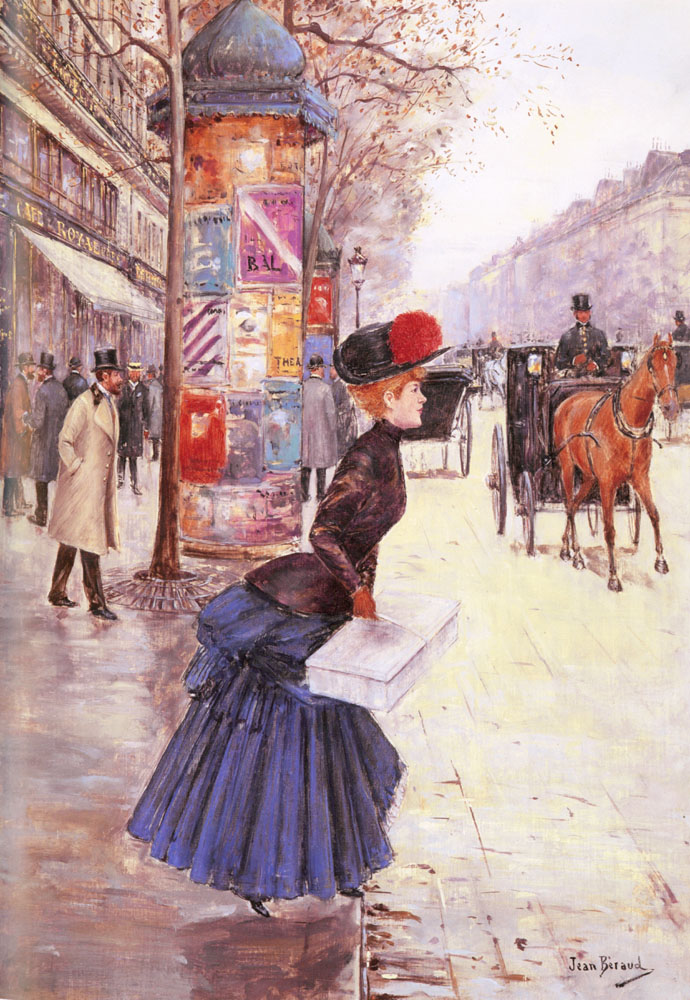
通りを渡る婦人

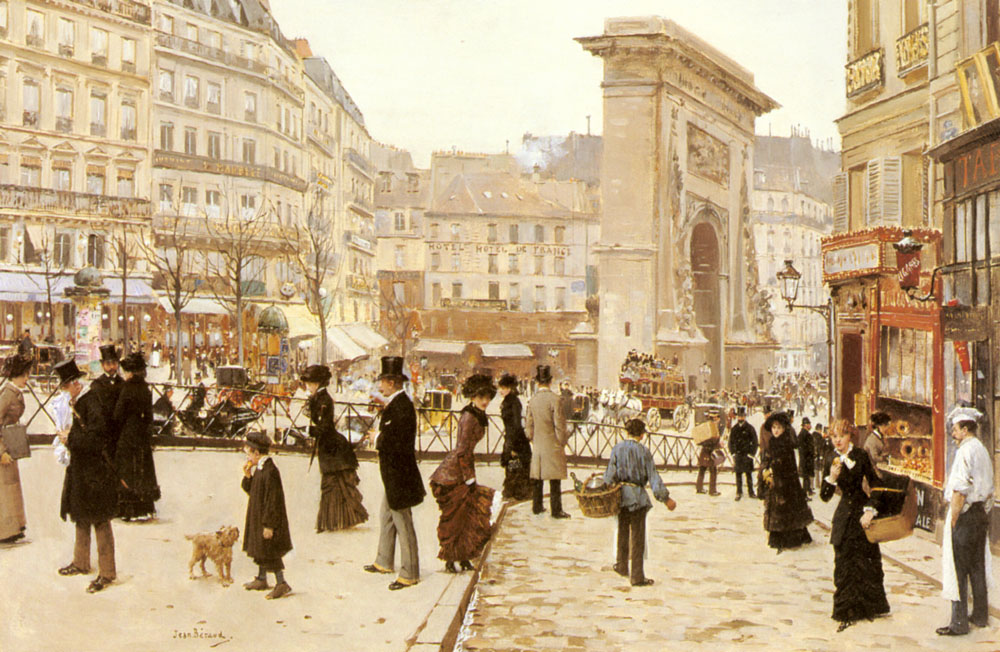
「サン＝ドニ通り」
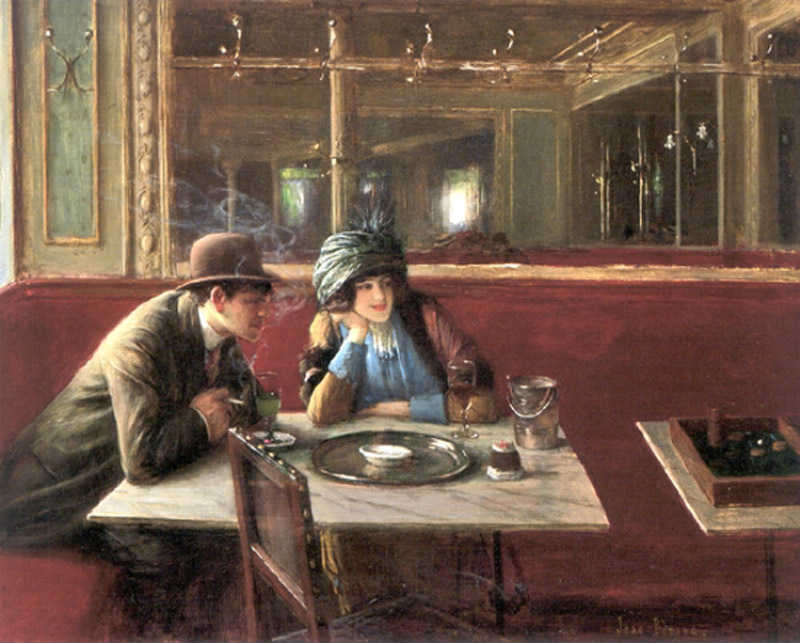
「カフェで」
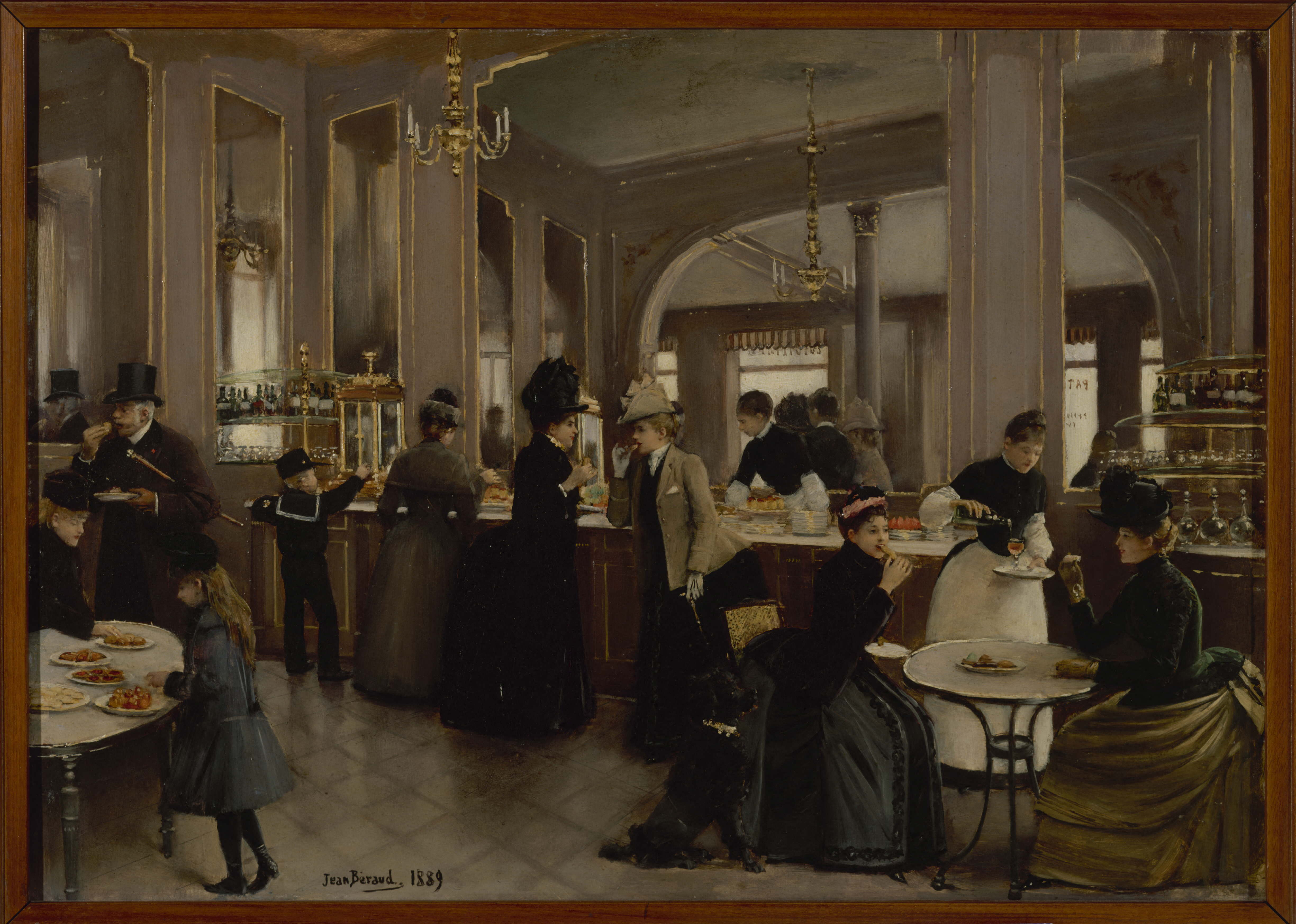
La Pâtisserie Gloppe